# Hotel Clarion
Hotel Clarion (en inglés: Clarion Hotel) es un hotel de 17 plantas situado a orillas del río Shannon en Steamboat Quay en Limerick, Irlanda. Parte de la marca Clarion Hotel, que a su vez forma parte del grupo Choice Hotels, es uno de los dos hoteles Clarion en el condado de Limerick, el otro esta en la vía de Ennis. Se trata de un edificio de 187 pies (57m) en su más alto punto. El hotel fue construido en 2002 a un costo de € 20 millones. Debido a su proximidad al parque Thomond, una gran cantidad de equipos de rugby se quedan aquí cuando juegan en el estadio Munster.